# Містолінія
Містолінія — дебютний студійний альбом українського гурту 5 Vymir, представлений 4 листопада 2014 року.

## Track By Track
Якось в одному інтервʼю [3] перед релізом альбому, учасники 5 Vymir (Костя Почтар та Вадим Лазарєв) поділилися своїми враженнями щодо кожної пісні нової платівки.
1. «Замки з піску». Костя: «Взагалі ця пісня про людину, яка придумує собі віртуальну реальність в якій вона живе. Куплет і приспів — це дві сторони людської природи: куплет — те, що відбувається насправді, а приспів — те, що в неї в голові в залежності від настрою, тому даний трек може здатися трошки важким і незрозумілим, але якшо прочитати текст то можна чітко побачити, що це ніби внутрішній діалог двох сторін однієї людини».
2. «Для мене». Вадим: «Ця пісня починалась як намагання зіграти кавер на групу Andzh, досить спонтанно. Впринципі, ми навіть і не дуже пам’ятали як воно гралося в оригіналі, просто почали її грати на репетиції, а потім зробили по-своєму. Вже пізніше зрозуміли, що основний гітарний риф грається інакше, і це навіть було на краще».  Костя: «Насправді якшо трошечки далі послухати інші пісні 5 Vymir, то можна зрозуміти, що це не наша пісня, бо там всього 3 акорди, і ми як би не хотіли, просто не можемо написати трек в якого лише 3 акорди».
3. «Мода». Костя: «Пісня, яка починалась як тема, вона не мала слів, там був тільки прикольний риф. Я дуже добре пам’ятаю день, коли вона була написана…за дивним збігом обставин того дня почався Майдан в Києві. Тоді ввечері ми зібрались на репетицію, і придумали цю пісню, може й тому вона так агресивно звучить?».
4. «Мало слів». Костя: «Це моя улюблена пісня на альбомі!»  Вадим: «Це просто моя улюблена пісня:) Також дана композиція була останньою, яку ми вирішили записати для цього альбому. Звук тут вийшов трохи специфічним тому, що сам трек досить метаморфозний, він починався як клавішна замальовка: 4 акорди, досить проста…але потім виявилось, що це наш найскладніший трек на альбомі, тут є дуже швидкі зміни темпів, зміни ритміки. Трек з’явився абсолютно випадково, коли наш барарабанщик Семен, під час однієї з репетицій слухав в навушниках музику, і награвав собі ритм, я спробував також награвати ці 4 акорди. Мені сподобалось як ламаний ритм барабанів лягав на рівний звук клавіш, і тоді я зрозумів, що це саме воно».
5. «Містолінія». Вадим: «5-й трек. Він у всіх викликає таке певне здивування, тому, що це впринципі не трек, це інтерлюдія, яка називається «Містолінія» (як власне й альбом). Вона була створена під час запису «Мало слів», просто там в кінці пісні була різка пауза і нам хотілося щоб та думка далі трішки  продовжувалась…».
6. «Всі завтра». Костя: ««Всі завтра» — це найліричніша пісня в альбомі. Вона була написана на Хелловін, коли на вулиці падав сильний дощ і мені було сумно. Насправді ми тоді дуже мало робили фортепіанних треків, тому мені завжди хотілося щоб це була фортепіанна пісня, така типу «Hey Jude» чи навіть схожа на треки Океану Ельзи, де просто грають клавішні. Вперше вона була написана на гітарі, але для фортепіано. Пісня дуже сумна і загалом там про дуже складні речі, але такою простою мовою, тому якщо уважно її послухати то все буде зрозуміло. Улюблена моя частина в цій пісні — це бридж який ми придумали усі четверо на репетиції. В ній також звучить справжній рояль, без якихось зайвих обробок, ефектів, такий як він і має бути. Ще мені дуже чуються ті частини пісень які ми робили разом, вони наче мають певну космічність, ми завжди ніби відлітаємо в якийсь астрал, і це можна почути тут».
7. «Я і море». Вадим: «Трек спочатку був створений як акустичний під гітару, повільний, дуже ліричний, під впливом фаду (особливий стиль традиційної португальської музики)».  Костя: «Коли Вадік її приніс, то вона була дуже повільною, тихою, ми захотіли зробити цю пісню зовсім іншою, трохи жорсткою, але була одна умова: якшо вона сподобається Вадиму то ми їі  залишаємо, якщо ні то ні. Пісня записувалась раніше ніж всі інші треки альбому, тому тут трохи чути, що ми ще не зіграні, на студії ми не відчували себе як вдома».
8. «Колір». Костя: «Ця пісня отримала назву за 2-дні до виходу альбому. Також вона має дуже цікаву історію, яку я час від часу розказую на концертах. Вона була написана в Криму і взагалі першочерговий варіант немає нічого спільного з тим, що вийшло. Я розмовляв зі своєю подругою по телефону, і дізнався, що вона зі своїм хлопцем їде в Амстердам, про це й написав пісню. Коли був на морі (а море я не дуже люблю), то часто ходив в бібліотеку і грав на фортепіано, там і з’явились перші ідеї. Потім на репетиціях ми вже повністю переробили цю пісню, зробили її абсолютно іншою».  Вадим: ««Колір» — це яскравий приклад того коли пісня, що була написана про одне пертворюється в зовсім інше, її підтекст набуває суспільного, соціального значення».  Костя: «Пісня була написана за рік до усіх подій які стались тут (Революція гідності), це не було написано спеціально, це просто трішечки гнів який виразився саме так. Даний трек також має багато частин, тому для нас вона є таким собі трибютом групи Pink Floyd, а особливо альбому «The Dark Side Of Moon». Також в пісні можна почути вокал джазової співачки Ані Чайковської, яка з 2-го дублю ідеально записала свою партію».
9. «Так Тихо». Костя: «Це наша найпопулярніша пісня, така собі «українська мантра». Там лише один акорд, точніше один музичний шматочок варіанція якого повторюється протягом шести хвилин».  Вадим: «Також в ній є такий класичний  симфонічний розвиток: тобто від однієї гітари до вокалу, поступово з’явлється бас, барабани, клавіші, воно все наростає і приходить до свого апогею коли перегружені гітари починають звучати в рівному ритмі».  Костя: «В пісні також можна почути багато ехо, багато delay та інших музичних ефектів, і в кінці трека ми теж полетіли в космос…Розвиток пісні побудований за рахунок динаміки, і вона дійсно магічна, бо коли ми граємо її на концерті то в голові відбуваються якісь дуже дивні речі. Вона точно не схожа на жодну з пісень які ми робили до того, тому ця композиція стоїть окремо і є таким собі підсумком всього, що було зроблено раніше».

## Композиції
| #     | Назва           | Тривалість |
| ----- | --------------- | ---------- |
| 1.    | «Замки з Піску» | 4:20       |
| 2.    | «Для мене»      | 3:40       |
| 3.    | «Мода»          | 3:10       |
| 4.    | «Мало Слів»     | 3:37       |
| 5.    | «Містолінія»    | 0:40       |
| 6.    | «Всі Завтра»    | 4:33       |
| 7.    | «Я і Море»      | 4:52       |
| 8.    | «Колір»         | 4:13       |
| 9.    | «Так Тихо»      | 6:07       |
| 35:15 |                 |            |